# المجارين (فرع العدين)

تعديل مصدري - تعديل

المجارين محلة تابعة لقرية المرجامة، التابعة لعزلة المزاحن بمديرية فرع العدين إحدى مديريات محافظة إب في الجمهورية اليمنية، بلغ تعداد سكانها 63 حسب تعداد اليمن لعام 2004.